# Tecnocumbia
La tecnocumbia es una variante de la cumbia mexicana y de la technobanda que fueron comúnmente conocidas y popularizadas por diversos grupos del país a principios y mediados de los años 1980 consolidándose a finales de esa década y principios de los 90s. Teniendo como la mayor exponente de este género a Selena y es a través de ella y otros grupos mexicanos que comienza a difundirse en el resto del continente en mayor o menor medida.
La tecnocumbia como estilo musical, aunque no fue acuñado ese nombre sino hasta años después, surge de los grupos de cumbia mexicana del centro y sureste de México, y en buena medida de los grupos norteños de las ciudades del Estado de Nuevo León, Coahuila, así como de la importación de sonidos de la música de cumbia tejana creada en el sur de Estados Unidos por músicos de ascendencia mexicana. Es una diversificación derivada del uso de instrumentos electrónicos, entre los que figuran sintetizadores y batería electrónica principalmente. Así pues, desde décadas atrás diversos grupos mexicanos utilizaban sintetizadores y con la evolución se integraron instrumentos más variados de corte electrónico. Debido a la gran influencia de estos grupos musicales en los medios que interpretaban diversos género musicales desde Norteña, Ranchera y cumbia o combinaciones de estas con estos instrumentos electrónicos, se desprende un segundo nombre de esta música como "Música de grupos", "Música grupera" o "Grupera" que masificaba a varios géneros populares del país antes mencionados en uno solo del cual formaba parte esta música que aún no poseía nombre propio, que al ser interpretada por estos grupos de música variada electrónica consolidó dicho nombre hasta la llegada de la grabación del tema "Tecnocumbia" de Selena por lo que indistintamente a este tipo de cumbias se les llama "Cumbia grupera" o "Tecnocumbia".
Otra característica de la tecnocumbia de mediados de los 80's hasta el día de hoy es su gran carga romántica de sus textos, sean estos adaptados de boleros mexicanos o a veces versiones de cumbias sudamericanas en otro estilo. La dotación instrumental de la mayoría de los grupos no contiene el uso de guacharaca o güiro para generar el ritmo de cumbia, por lo que se prescinde totalmente de estos, y para marcar el ritmo se utiliza el Hi hat de la Batería acústica o eléctrica, mientras se acentúan los sonidos bajos de contracompás en apoyo al Bajo eléctrico mediante el Bombo lo que le da un estilo de compás parecido al de la música norteña y ranchera (con las cuales la cumbia ya se había combinado desde los años 1970).

## Expansión a centro y Sudamérica

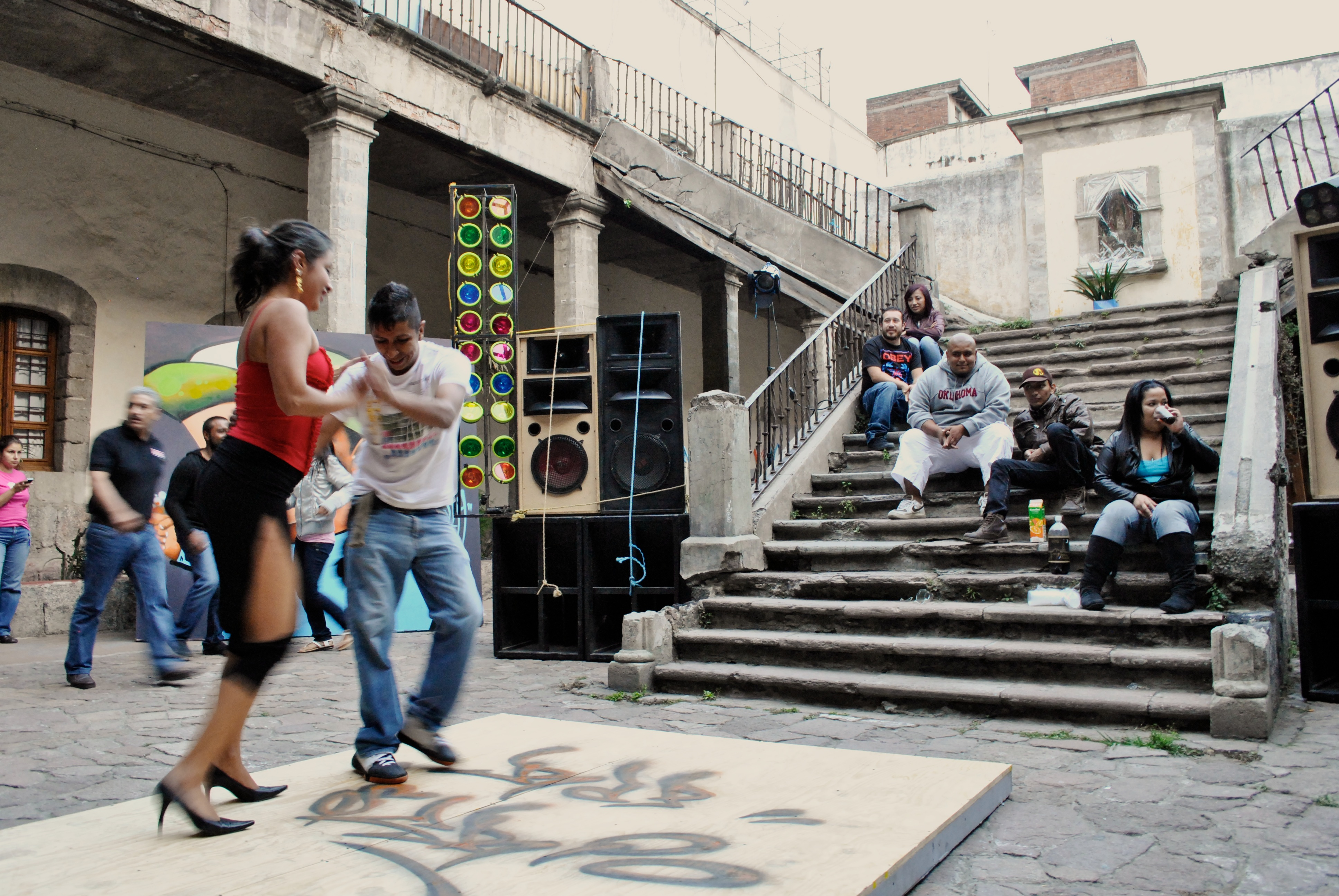
Pareja bailando cumbia en una vecindad.

Paralelamente en el resto del continente sucedió el mismo fenómeno de introducción instrumental electrónica paralela, pero dentro de la cumbia mexicana se hizo más patente el uso y propagación de estas musicalizaciones electrónicas a principios de los años 1980 con grupos como Los Bukis Los Mier, Los Flamers, Los Temerarios (de México), Grupo Samurái, Grupo Bryndis, Super Show de los Vaskez, Guardianes Del Amor, Grupo Liberación, Bronco, Mi Banda El Mexicano, Mandingo, Los Acosta, entre muchos otros que marcaron a finales de los 80s y principios de los 90s, una tendencia que hasta hoy se conserva en muchos grupos de cumbia mexicana, que daría ciertas influencias a lo que se conoció posteriormente como cumbia sonidera.

### Centroamérica
Hacia finales de los 80 y principios de los 90, las radiodifusoras de los estados fronterizos mexicanos como Chiapas logran musicalizar música de los grupos antes citados, debido a que las señales radiadas llegaban más allá de la frontera mexicana, logrando popularizarse la música en países vecinos y próximos como Belice, Guatemala y a El Salvador, donde se forma el grupo de los más representativos de la cumbia salvadoreña que utiliza también tecnocumbia mexicana, Marito Rivera y su Grupo Bravo, sonorizando casi idénticamente el estilo de Chunchaca proveniente del sureste de México, así como un ejemplo es "Díganle que la quiero" o "Lápiz Labial" covers salvadoreños hechas por Grupo Algodón de éxitos mexicanos, al mismo estilo al que también le llaman "Cumbia Grupera" (Tecnocumbia romántica) proveniente del centro de México.

### Paraguay
El Paraguay adoptó la tecnocumbia mexicana a través de grupos como Los Bybys en 1992, que entraran en el mercado sudamericano con su frase "castigo" embebido en sus temas, así la tecnocumbia mexicana romántica se fusiona con los ritmos e idiosincrasia del Paraguay, música que se identifica con el nombre genérico de "cachaca", término similar y del mismo origen de "chunchaca" por el ritmo generado, aunque "cachaca" como término engloba a diversos estilos de música tropical en el Paraguay, y cumbias mexicanas en estilo de tecnocumbia, fueron regrabadas por agrupaciones paraguayas identificándolas simplemente como "cachacas" discriminando el nombre tecnocumbia o grupera.

### Perú
Paralelamente al Paraguay en ese mismo año, en el Perú en particular, toma la tecnocumbia una combinación con la música chicha o separada de esta con influencias de la cumbia colombiana e introduce cambios tanto en el ritmo como en dejar atrás la influencia andina que tenía la chicha de los años 1980, es así que una de las primeras agrupaciones en dar a conocer el término en el Perú surge con la Banda Techno (Techno-cumbia) de Beto Cuestas y Juan Mosto, con su éxito "Paloma ajena" que lleva de vuelta la tecnocumbia a México, pero al estilo peruano.
Aunque en el Perú ya desde los años 1980 se escuchaba grabaciones con elementos electrónicos como sintetizadores o batería electrónica, no se consolidó un estilo basado en sólo instrumentación electrónica. Aun así, en 1984 grupos como Pintura Roja o el Cuarteto Universal utilizaban estos elementos electrónicos que se condensarían un poco más tarde con un estilo más electrónico como el del Sexteto Internacional, todo ello como antecedente de la tecnocumbia peruana, que finalmente tomaría forma derivado de la influencia mexicana de Selena en todo el continente.
La tecnocumbia tuvo singular éxito en el Perú en los últimos años de la década de 1990 gracias al talento de Rossy War, quien se autodenominó "La reina de la tecnocumbia" del Perú comenzando en 1995, creando una variante propia como derivación de la cumbia mexicana fusionada con la cumbia peruana. Sin embargo, en el programa de Panamericana Televisión, Trampolin a la Fama se presentaban diferentes artistas de todas las categorías. Entre tantos apareció en pantalla por primera vez en el Perú, la cantante Gilda de Argentina, junto a ella, un dúo juvenil con denominación de género "Nueva Onda" o TexMex, también se daban a conocer con sus canciones. El Dúo Dosis se disuelve y Pedro Francisco inicia su carrera nuevamente como solista, también decide crear una efímera banda de música de Rock y Cumbia, llamándose Los Transfugas. Se podía escuchar esta nueva cumbia fusión en casi cualquier fiesta en Lima. Debido a esta aceptación surgieron todo tipo de artistas como Ada y la Nueva Pasión, Ana Kohler, Euforia, Agua Bella algunos de los cuales con el tiempo han ido desapareciendo.  La tecnocumbia peruana tuvo el rasgo particular de que a pesar de tener como base a la cumbia mexicana, supo crear su propio estilo dentro del Perú llegando con fuerza a Colombia, Bolivia y Ecuador, países donde muchos de sus repertorios son reinterpretados por artistas locales, encontrando el éxito con facilidad.
Rossy War se emplaza a una gira en México donde tuvo un éxito moderado en algunas ciudades en particular del centro del país y debido también en gran medida a que frecuentemente se le asociaba y relacionaba por su tono de voz con la cantante mexicana Ana Gabriel quien fue y es muy popular desde los años 80s y 90s, la comparación no le fue favorable para la cantante peruana y Discos Peerless comercializaría sus temas en mayor medida en Estados Unidos combinados con otros grupos como Grupo 5 y Armonía 10, aún y con lo anterior, dentro del ambiente sonidero de la Ciudad de México se volvió muy popular su más conocido tema "Nunca pensé llorar" (Me duele el corazón). Más tarde, se popularizó en Venezuela.

### Ecuador
Fusión de Tecnocumbia con ritmos folclóricos propios del Ecuador como los Albazos y Pasacalles. Dentro de estas influencias recibidas en el sur del continente, podría decirse que la primera tecnocumbia ecuatoriana es el tema Marujita Marujita del disco "Con Sabor Andino" de Ricardo Suntaxi y Su Rumba Tres que fue publicado en 1989 por discos Zapata. En los 90s la tecnocumbia ecuatoriana empieza a destacarse con diversas agrupaciones, una de las más representativas fueron la orquesta "Sensación Latina" con su éxito "En mi escritorio" así como Ricardo Suntaxi con su éxito "El baile de San Juan". También destaca una generación de cantantes femeninas, como María de los Ángeles y Margarita Lugue. Posteriormente en 1999 inicia el boom de la tecnocumbia, teniendo como exponentes en la segunda generación a Sharon la Hechicera, Widinson, Jazmín, Jaime Enrique Aymara y grandes agrupaciones como Tierra Canela, Magia latina, Las Chicas Dulces, La Trampa, Grupo Deseo, Orgullo Latino, Yerba Buena, Batahola, Grupo Millenium y Dulce Veneno. Luego consideramos una tercera generación más nacionalista de producción de tecnocumbia y tiene como mayores exponentes a Gerardo Morán, Verónica Bolaños, Doble Sentido.

### Bolivia
Este país en articular acogió el ritmo derivado de la combinación de las grabaciones peruanas aunadas a la mexicanas, pero con una predominancia hacia las primeras, creando así diversas y conocidas agrupaciones en parte de Sudamérica de origen boliviano, Los Ronisch son los más conocidos con influencias de tecnocumbia junto con otras regionales.

### Argentina
La Argentina asimila la tecnocumbia junto con la cumbia sonidera como parte de la influencia tomando su base rítmica sincopada, aunado a las guitarras y repertorios de la cumbia peruana, mas la integración de líricas de contenido controversial de los barrios marginales de Buenos Aires marca el nacimiento de la cumbia villera en el país de la Plata de la cual se retoman varios éxitos de la Tecnocumbia mexicana, un ejemplo es la agrupación villera "La Ihuana Mary" quien regraba el éxito "Búscala" de Los Bybys.

### Chile
En Chile se asimila la tecnocumbia con otro nombre conocido como «Sound», pero generalmente se le conoce como música tropical andina.[cita requerida] Este derivado consiste en mezcla de estilos de música Chicha peruana, Cumbias argentinas y Tecnocumbias mexicanas, pero con bases y mezclas electrónicas, además de un beat más rápido que la technocumbia común «para llegar más a los jóvenes», haciéndolo un estilo muy particular. El precursor de este estilo fue Pascual Ramírez, del grupo La Nueva Cosecha de Arica, quien fundó el Grupo Fantasía de Punitaqui en 1989, pero no sería hasta 1991, cuando graban su primer casete, después de varios conciertos. Por una disputa, el vocalista Paskual abandona el grupo, junto con el bajista Elías y forma su Grupo Alegría, junto a otros 5 integrantes el año 1995. Sin embargo, el que llevó al Sound a darse a conocer en Chile fue el Grupo Amerika'n Sound a finales del mismo año. De ahí surgieron otros grupos como Tropi-ka'l Sound, D'Latin Sound lo que dio origen a que este movimiento se lo conozca como cumbia sound, cuyo promotor principal para hacer conocida este movimiento fue Carlos Leyton, quien además hizo grabar al Grupo Hechizo (Aún Vigente, pero ahora realiza cumbias románticas),  y otros grupos como Voltaje (Separado), Grupo Alegría (su vocalista de aquellos años es ahora el conocido cantante Américo), La Gran Magia Tropical, cuya producción más reciente fue lanzada el año 2009, cambiando radicalmente su estilo a cumbia latina. La Nueva Sensación (Reformado a la nueva movida tropical) entre otras, dándose inicio a la onda sound hasta los años 2000. Sin embargo, donde goza de una popularidad bastante notable es en el Norte Chico (IV Región, donde nació este estilo), Antofagasta, Iquique (Aquí nació el grupo Amerika'n Sound), provincias sureñas y algunas poblaciones de Santiago.
En su lírica predominan las letras románticas y de desilusiones amorosas, exceptuando alguna que otra canción donde incita al sexo, a bacilar, o a la crítica social (Ej: «La Temporera» del Grupo Hechizo hace una crítica social sobre el estilo de vida de las temporeras, notable el estribillo «...La temporera/dejó su hogar/y allá en su tierra lejana/lloró un niño que la extraña»).
Ahora, experimenta notable retorno gracias a cantantes como Américo, Nazareno, Jordan y a grupos como La Noche, Proyecto Power y Noche de Brujas, los cuales les ha dado un nuevo ritmo más suave, y más fogoso en algunas líricas. El estilo ha evolucionado notablemente, en la percusión se han incorporado instrumentos tropicales clásicos desfasando a los elementos electrónicos, los vientos y bronces han reemplazado a los sintetizadores, el acordeón reemplazó a las guitarras eléctricas y en cuanto al ritmo se ha vuelto más latino y lento, centrándose en la parte percusiva. Las letras siguen siendo de amor, pero con un tono más erótico y sentimental. También hay grupos que mezclan el estilo sound con reguetón como Onda Kings, quienes se han dado a conocer el 2008 en la IV Región. Incluso el Grupo Alegría se ha reformado el 2009 a un estilo de cumbia latina, mezclado con beats de reguetón, sin embargo, aún usan su estilo particular en las tocatas en vivo con una fresca y renovada formación.  Es el «único» grupo sound que ha resistido los embates de la Cumbia Villera y de la cumbia romántica, teniendo bastante éxito en el norte grande y chico. Actualmente, la technocumbia está resurgiendo en las provincias del norte chico y grande, aunque sufriendo gravísimos traspiés como la detención del exvocalista de Amerika'n Sound, Luis «Cachito» Navarro Jr. por acusaciones por pedofilia.
El músico chileno Jorge González, quien fue líder de Los Prisioneros, formó una banda llamada Gonzalo Martínez junto con Martín Schopf (Dandy Jack). Su único disco, Gonzalo Martínez y sus congas pensantes (1997), incluyó covers de cumbias tradicionales en versión de música electrónica.

### Colombia
A finales de los años 1980 y principios de los 1990s en el país a través de diversas empresas disqueras como Discos Fuentes, se empezó a popularizar una tendencia musical mezcla de elementos electrónicos de la época como el rap y el hip-hop con el merengue y algunos elementos de cumbia colombiana creando lo que se conoció con relativa popularidad con el nombre de "Tecnotropical", algunos exponentes de este estilo musical fueron Los Tupamaros, Sol&Sol, Caramelo Caliente (de Colombia), y Rodolfo Aicardi con su Típica RA7 y ahora la agrupación pereirana Limon Banda Mix que llega con un nuevo aire musical.

## Actualidad
En los años posteriores, la tecnocumbia decayó en su aceptación y popularidad, pero recientemente ha sido retomada por grupos como Aguabella del Perú y en México aunque no se le llame así propiamente refiriéndose a ella como música grupera en lo general y en lo particular, ha prevalecido hasta la fecha que sigue teniendo como desde la década de los 80's y 90's a sus exponentes como Los Temerarios, Los Bybys, Grupo Bryndis, Grupo Liberación, Los Acosta o Guardianes Del Amor entre otros en el medio discográfico nacional aunado al surgido en el extranjero después de su expansión.
En los últimos años han aparecido bandas con relativo éxito internacional, como Bomba Estéreo y Systema Solar.